# دیوار کهکشانی
دیوار کهکشانی یا دیوار کبیر، سامانه‌ای متشکل از ابر خوشه‌ها و خوشه‌های پراکنده بزرگ کشیده‌است. ساختار مذکور حجمی در حدود ۲۶۰ در ۷۳۰ در ۳۰ میلیون سال نوری را اشغال می‌کند. به گمان ستاره‌شناسان جهان شامل تعداد زیادی از چنین دیوارهایی است که در عرضی از خلأ برابر با ۴۰۰ میلیون سال نوری پراکنده شده‌اند.
واحدهای کوچک‌تر دیوار کبیر به ترتیب از بزرگ به کوچک عبارتند از:
ابرخوشه‌ی کهکشانی، خوشه‌ی کهکشانی، کهکشان

## خوشه‌های کهکشانی
بیشتر کهکشان‌ها جزو خوشه‌ها یا گروه‌های کهکشانی هستند که توسط نیروی گرانش در کنار هم باقی می‌مانند. کهکشان راه شیری جزو خوشه‌ای کوچک و با شکل ناهمگون است که گروه محلی خوانده می‌شود. خوشه‌های ناهمگون دربرگیرنده شمار گوناگونی از چند کهکشان یا چندین هزار کهکشان از انواع گوناگون هستند. خوشه سامان‌مند دربرگیرنده نزدیک به ۱۰۰۰ کهکشان است که به صورت فشرده‌ای گرد هم آمده و شکل کمابیشکروی، به وجود آورده‌اند، بیشتر این کهکشان‌ها بیضوی هستند. حتی در چنین گروه بهم فشرده‌ای، کهکشان‌ها از یکدیگر صدها هزار سال نوری فاصله دارند. خوشه‌هایی که در کنار هم جای دارند، ساختارهای بزرگتری به نام ابرخوشه تشکیل می‌دهند.
دورترین شیء قابل دیدن با چشم غیر مسلح در جهان صورت فلکی آندرومدا است. این کهکشان در فاصله‌ای برابر ۲٫۲ میلیون سال نوری از زمین جای دارد. نزدیکترین کهکشان‌ها به کهکشان راه شیری، ابرهای ماژلانی بزرگ و کوچک می‌باشند که به ترتیب در فاصله‌ای حدود ۱۷۰٬۰۰۰ و ۱۹۰٬۰۰۰ سال نوری از زمین جای دارند.

## ابرخوشه‌ها
ابرخوشه‌ها به‌شماری خوشه‌های کهکشانی گفته می‌شود که در ردیف بزرگترین ساختارهای جهان قرار دارند. هر ابرخوشه ممکن است شامل ۱۰ خوشهٔ پرکهکشان باشد که شکل رشته درخشان مارپیچ یا نواری به خود گرفته‌اند. این ساختار شاید تا یکصد میلیون سال نوری طول داشته باشد، خوشه‌ای که ما جزء آن هستیم؛ یعنی گروه محلی، بخشی از ابرخوشه محلی است. این ابرخوشه شامل چند صد خوشهٔ کهکشانی می‌شود. نوارهای ابرخوشه مرزهای خلأ بین ابرخوشه‌ها را تشکیل می‌دهند. ستاره‌شناسان موفق به کشف ساختاری شده‌اند که حتی از ابرخوشه‌ها هم بزرگ‌تر هستند، این ساختار دیوار کبیر نام گرفت. دیوار کبیر متشکل از ابر خوشه‌ها و خوشه‌های پراکنده بزرگ کشیده‌است. ساختار مذکور حجمی در حدود ۲۶۰ در ۷۳۰ در ۳۰ میلیون سال نوری را اشغال می‌کند. به گمان ستاره‌شناسان جهان شامل تعداد زیادی از چنین دیوارهایی است که در عرضی از خلأ برابر با ۴۰۰ میلیون سال نوری پراکنده شده‌اند.

## دیوارهای کهکشانی، رشته‌کهکشان‌ها و نواحی پوچ

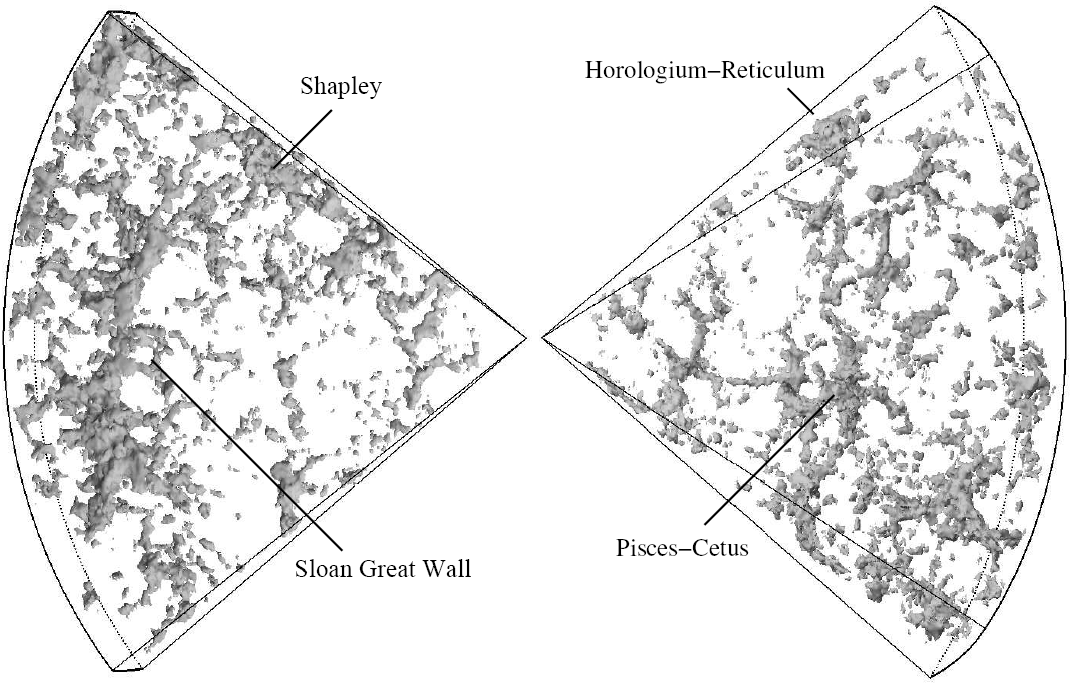
بازسازی دی‌تی‌ای‌اِف از بخشهای درونی نقشه انتقال به سرخ کهکشانی ۲دی‌اف

با اینکه سازماندهی ساختار جهان در مرحله ستاره‌ای آغاز می‌شود (هرچند که این موضوع بحث‌انگیز است)، بیشتر کیهان‌شناسان به ندرت به مسائل اخترفیزیکی این مرحله می‌پردازند. ستارگان در کهکشانها سازماندهی می‌شوند که به نوبه خود گروه‌های کهکشانی، خوشه‌های کهکشانی، ابرخوشه‌ها، صفحه‌ها، دیوارها و رشته‌های کهکشانی را تشکیل می‌دهند که از طریق نواحی پوچ از هم جدا می‌شوند و تشکیل یک ساختار کف-مانند می‌دهند که برخی آن را «وب کیهانی» خوانده‌اند. پیش از سال ۱۹۸۹، اینگونه پنداشته می‌شد که خوشه‌های کهکشانی ویریالی بزرگترین ساختارهای موجود در جهان هستند و به‌طور یکنواخت در سراسر جهان و در همه جهات پراکنده شده‌اند، اما در سال ۱۹۸۹، مارگارت گلر و جان هوکراه، بر پایه داده‌های نقشه‌برداری انتقال‌به‌سرخ، «دیوار بزرگ» را کشف کردند.
دیوار بزرگ صفحه‌ای از کهکشان‌ها به طول ۵۰۰ میلیون سال نوری و عرض ۲۰۰ میلیون سال نوری و ضخامت ۱۵ میلیون سال نوری بود. وجود این ساختار مدت زیادی از نظرها دور مانده‌بود زیرا نیاز به تعیین مکان کهکشان‌ها در سه بعد بود که لازمه آن ترکیب اطلاعات مربوط به مکان کهکشان‌ها با اطلاعات مربوط به فاصله آن‌ها - که با بررسی انتقال به سرخ به‌دست می‌آید - بود. دو سال بعد دو اخترشناس به نام‌های راجر جی. کلوز و لوییس ای. کمپوسانو، گروه بزرگ اختروش کلوز-کمپوسانو را کشف کردند که عریض‌ترین قسمت آن ۲ میلیارد سال نوری بود و در زمان اعلام این کشف بزرگترین ساختار شناخته شده در جهان بود. در آوریل ۲۰۰۳، یک ساختار بزرگ-مقیاس دیگر به نام دیوار بزرگ اسلون کشف شد. در اوت ۲۰۰۷ یک اَبَرپوچی (ناحیه پوچ بزرگ) احتمالی در نزدیکی صورت فلکی جوی کشف شد.
این منطقه با با لکه سرد سی‌ام‌بی همپوشانی داشت. لکه سرد سی‌اِم‌بی، ناحیه سردی در نقشه تابش ریزموج زمینه کیهانی است که در در مدل‌های کنونی کیهان‌شناسی پدیده بسیار نامحتملی است. این ابرپوچی مسبب پیدایش لکه سرد سی‌اِم‌بی است اما برای اینکه چنین اتفاقی افتاده باشد، این ناحیه باید به میزان نا محتملی بزرگ باشد، احتمالاً در حدود یک میلیارد سال نوری.
یکی‌دیگر از ساختارهای بزرگ، ساختار تازه کشف‌شده هیمیکو است که گردایه‌ای از کهکشان‌ها و حباب‌های عظیم گاز است که ۲۰۰ میلیون سال نوری پهنا دارد.
در مطالعات تازه‌تر مشخص شده‌است که جهان به شکل مجموعه‌ای از نواحی پوچی حباب‌مانند عظیم است که توسط صفحه‌ها و رشته‌های کهکشانی از هم جدا شده‌اند. این شبکه در نقشه انتقال‌به‌سرخ ۲دی‌اِف (2dF) قابل رویت است. در شکل یک بازسازی سه بعدی از قسمت‌های درونی نقشه نمایش داده‌شده‌است که منظره جالبی از جهان در نزدیکی ما ارائه می‌کند. چند ابرخوشه‌کهکشانی مانند دیوار بزرگ اسلون در این نقشه خودنمایی می‌کنند.
در سال ۲۰۱۱ یک گروه بزرگ اختروش دیگر به نام یو۱٫۱۱ به پهنای ۲٫۵ میلیارد سال نوری کشف شد. در ۱۱ ژانویه ۲۰۱۳، نیز گروه بزرگ اختروش سترگ کشف شد که ۴ میلیارد سال نوری وسعت دارد و بزرگترین ساختار شناخته شده جهان تا آن زمان بود.
در نوامبر ۲۰۱۳، ساختار عظیم‌تری به نام دیوار بزرگ هرکول-کورونا بوریلیس (به فارسی: زانوزده-تاج‌شمالی) کشف شد که دوبرابر قبلی پهنا داشت.
این دیوار کهکشانی توسط نقشه‌برداری انفجار پرتوی گاما مشخص شد.

## دیوار بزرگ اسلون
دیوار بزرگ اسلون (به انگلیسی: Sloan Great Wall) که به اختصار به شکل SGW نیز نمایش داده می‌شود یک ساختار کیهانی است که از دیوار غول‌پیکری از کهکشانها (یک رشته‌کهکشان) تشکیل شده‌است. کشف آن در ۲۰ اکتبر ۲۰۰۳ از سوی دانشگاه پرینستون و توسط جان ریچارد گات و ماریو جوریچ و همکارانشان و بر پایه داده‌های نقشه‌برداری آسمانی دیجیتال اسلون، اعلام شد. این دیوار طولی برابر ۱٫۳۸ میلیارد سال نوری (۱٫۳۰×۱۰۲۵ متر) طول دارد که تقریباً ۱/۶۰ قطر جهان قابل مشاهده را تشکیل می‌دهد و تقریباً در فاصله یک میلیارد سال نوری از زمین قرار دارد.
تا پیش از کشف دیوار بزرگ هرکول-کورونا بوریلیس در نوامبر ۲۰۱۳،
بزرگترین رشته‌کهکشان شناخته‌شده بود.
دیوار بزرگ اسلون ۲٫۷۴ مرتبه از دیوار بزرگ سی‌اف‌ای۲ که در سال ۱۹۸۹ و توسط مارگارت گلر و جان هوکراه از دانشگاه هاروارد کشف شده‌بود، طویلتر است و دربرگیرنده چندین ابرخوشه کهکشانی است که بزرگترین آن‌ها اس‌سی‌آی ۱۲۶ (به انگلیسی: SCI 126) است. پس از آن ابرخوشه اس‌سی‌آی ۱۱۱ بزرگترین ابرخوشه این رشته‌کهکشان است.